# Тонанцин
Тонанци́н, Тонацин, Тонан (аст. Tonantzin) — «Наша мать»; в ацтекской мифологии богиня-мать, персонификация земли или лунное божество. Более известна в ипостаси Сиуакоатль. Подобно Тлальтекутли её иногда изображали в виде жабы, глотающей каменный нож. Ей посвящались горные вершины и холмы, в частности холм Тепиак, на вершине которого после испанского завоевания ацтеку по имени Хуан Диего являлась Пресвятая Дева Гваделупская. В современном Мехико базилика Божией Матери Гваделупской стоит на месте храма Тонацин. 
Среди историков ведутся споры о том, решили ли испанские конкистадоры использовать культ Тонанцин в качестве основы для развития культа Девы Марии Гваделупской или коренные американцы замаскировали свой культ Тонанцин, поклоняясь Деве Марии. Многие коренные жители использовали имя Тонанцин-Гваделупе, которое они считали одним и тем же божеством. Тем не менее, культ Тонантцин-Гваделупе по-прежнему исповедуют многие коренные жители Мексики, а также другие приверженцы мезоамериканских религий.